# Omul cu Șobolani
Omul cu Șobolani (rumänisch für „Der Mann mit den Ratten“, kurz OCS) ist eine Alternative-Rock-Band aus Rumänien.

## Geschichte
Die Band wurde in Constanța am 1. August 1997 durch die Initiative von Dan Amariei und Adrian Albu (a.k.a Koks) gegründet. Der Name der Band ist von Sigmund Freuds Bericht über den Rattenmann inspiriert. Nach dem Umzug nach Bukarest vervollständigte sich die Band mit Tache und Nucu. In dieser Periode wurde die Band von Andrei Popa und Cezar Cojocariu unterstützt, die ihnen einen Saal für die Proben und Musikinstrumente zur Verfügung. Das erste aufgenommene Lied, „Fara adresa“ (deutsch: „Ohne Adresse“), wurde nie veröffentlicht. Das folgende Demoband beinhaltet vier Lieder, wurde von Migas Real Compact herausgebracht und in der Formation: Dan (Gesang), Nucu (Gitarre), Koks (Gitarre), Tache (Bass) und Adi Subasu (Schlagzeug) gespielt. Nach der Veröffentlichung wurde der Schlagzeuger Adi Subasu durch Morse (Andrei Barbulescu) ersetzt.
Das Debüt-Konzert fand 1998 in dem Bukarester Klub Big Mamou statt. In dieser Formation wurden die alten Lieder „Vara pe olita“ und „Pasiune“ in besserer Qualität wieder aufgenommen. In der Folge verließen der Bassist und der Schlagzeuger die Band und wurden durch den Bassisten Kaiser (Cezar Panait) und den Schlagzeuger Mihnea Dobrota ersetzt. In dieser Formation entstand der erste Videoclip des Liedes „Vara pe Olita“. 1999 erschien die erste EP „Razna“ (deutsch: „Durchgedreht“), und OCS hatte im Jahr 2000 viele Auftritte. 2001 erschien die erste LP „Ne punem in cap“ (deutsch „Wir stellen uns auf den Kopf“). Das erfolgreichste Lied des Albums ist „(Dez)orientat“ (deutsch: „orientierungs(los)“), dessen Videoclip von Tudor Giurgiu gefilmt wurde. In dieser Periode wurde die Band durch den Gitarristen Adrian Stefan ergänzt. OCS produzierte 2002 das Lied „Mâinile sus!“ (deutsch: „Hände hoch!“), komponiert von Nucu 2001, gleichzeitig der Name des neuen Albums, und die Band wechselte wieder einmal die Besetzung.
2004 erschien das Album „OCS TV“, das Ergebnis einer Arbeit von mehr als eineinhalb Jahren. Bemerkenswert sind die Lieder „Ajutor“ (deutsch: „Hilfe“) und „2oua beri goale“ (deutsch: „Zwei leere Bierflaschen“), die sowohl auf Sparten- als auch auf einigen Radiosendern ausgestrahlt werden. 2005 wurde das Album „Best before 2005“ herausgebracht. 2006 erschien die Single „Nu încerca așa ceva acasă“ (deutsch: „Versuch so etwas nicht zu Hause“) und Ende 2006 das vierte Album „Superparanoia“ mit der ersten Single „Depresie toamna/iarna 06/07“ (deutsch: „Herbst/Winter-Depression 06/07“). 2009 erschien das Album „Dansam legati la ochi cu spatele la zid“ (deutsch: „Wir tanzen mit verbundenen Augen mit dem Rücken zur Wand“).
OCS ist einer der erfolgreichsten rumänischen Bands im Alternative-Rock-Bereich, die bis heute auf den wichtigsten Bühnen des Landes auftreten.

## Diskografie
- 1999: Razna (deutsch: „Durchgedreht“)
- 2001: Ne punem în cap (deutsch: „Wir stellen uns auf den Kopf“)
- 2002: Mâinile sus! (deutsch: „Hände hoch!“)
- 2004: OCS tv
- 2005: Best before 2005
- 2006: Nu încerca așa ceva acasă (deutsch: „Versuch so etwas nicht zu Hause“)
- 2006: Superparanoia
- 2009: Dansam legati la ochi cu spatele la zid (deutsch: „Wir tanzen mit verbundenen Augen mit dem Rücken zur Wand“)
- 2011: Retro
- 2013: Marea Căutare (deutsch: „Die große Suche“)